# Margahayu (Leuwigoong)
Margahayu is een bestuurslaag in het regentschap Garut van de provincie West-Java, Indonesië. Margahayu telt 5843 inwoners (volkstelling 2010).